# フロリス3世 (ホラント伯)
フロリス3世（Floris III, 1140年ごろ - 1190年8月1日）は、ホラント伯（在位：1157年 - 1190年）。

## 生涯
フロリス3世はホラント伯ディルク6世とゾフィー・フォン・ザルムの息子である。1157年に父の跡を継いでホラント伯となった。
1161年より、彼は西フリース人と交渉または戦争を行った。西フリース人はアルクマールを2度にわたって荒廃させたため、フロリスは報復としてスカーゲン、ウィンケルおよびニードルプを略奪して破壊した。フロリスが1184年にテセルとウィーリンゲンを征服したときに西フリース人は降伏した。和平が成立し、西フリース人は4,000マルク銀貨を支払わなければならなかった。
1165年、フロリスはズワンメルダム近くのアウデ・レインへのダム建設をめぐり、ユトレヒト司教と衝突した。司教はまた、西フリースラントの支配権を主張した。ホーエンシュタウフェン家の皇帝フリードリヒ1世はユトレヒトにおいて、西フリースラントの権限と収入をフランドル伯と司教に分配することを決めた。
南部では、フロリスがヘールフリートで通行料を課した。この通行料は、主にフランドルとライン川の間の船の輸送を目的としていた。フランドル伯フィリップ・ダルザスがフロリスに大きな圧力をかけたため、フロリスは通行料を再び引き上げた。1166年にフロリスは通行料を再び課した。フィリップは軍隊を集めて北に移動し、フロリスを捕らえた。1167年にフロリスはブルッヘ条約を締結しなければならず、通行料を廃止し、ゼーラントに対するフランドルの覇権を認めなければならなかった。
神聖ローマ帝国において、フロリスは皇帝フリードリヒ1世の忠実な同盟相手であった。1158年および1176年から1178年にかけて、フロリスは皇帝のイタリア遠征に参加し、皇帝はこれに対して十分にフロリスに報い、フロリスは1177年に帝国諸侯の地位を与えられた。1178年に弟ボードゥアンがユトレヒト司教となり、1179年にフリードリヒ1世はヘールフリートの通行料に最終的に承認を与えた。フロリスは第3回十字軍にも参加し、皇帝軍の指導者の1人であった。フロリスは1190年8月1日に死去し、フリードリヒ1世が埋葬された場所からそう遠くない、アンティオキアの聖ペテロ教会の聖歌隊席の前に埋葬された。

## 紋章

ホラント伯の紋章

フロリス3世はホラントのライオンを紋章に使用した最初のホラント伯である（スコットランド王ウィリアム1世が即位した1165年以降のことである）。ホラント家のその後のすべてのホラント伯はこの紋章を用いた。その結果、紋章はホラント伯領と、後には南ホラント州と同一視されるようになった。

## 結婚と子女
1162年9月28日にスコットランド王マルカム4世の姉エイダ・オブ・スコットランドと結婚した。この結婚によりフロリスはロス伯の称号を与えられた。2人の間には以下の子女が生まれた。
- ディルク7世（1203年没） - ホラント伯
- ウィレム1世（1167年ごろ - 1222年） - ホラント伯
- フロリス（1210年没） - グラスゴー司教
- ヘンドリク
- ボードゥアン（1204年7月19日没）
- ロベルト
- ベアトリクス
- エリザベス - 不明の年の8月27日に死去
- アダ - ブランデンブルク辺境伯オットー2世と結婚[3]、夫の没後ホラントに戻った。
- マルハレータ（1203年以降没） - クレーフェ伯ディートリヒ3世（5世）と結婚
- ヘトヴィヒ - 不明の年の7月13日に死去し、ハールレムに埋葬された。
- アフネス（1228年4月22日没） - ラインスブルフ女子修道院長